# Igor' Jasulovič
Igor' Nikolaevič Jasulovič (in russo Игорь Николаевич Ясулович?; Rejnsfel'd, 24 settembre 1941 – Mosca, 19 agosto 2023) è stato un attore sovietico e russo.

## Biografia
Igor' Jasulovič nacque a Rejnsfel'd (oggi chiamato Zales'e), villaggio ubicato nel Koškinskij rajon, il 24 settembre 1941. Nel 1961 si diplomò in recitazione all'Università statale pan-russa di cinematografia S. A. Gerasimov, mentre nel 1974 si laureò in regia presso la stessa università.
Cominciò a recitare nel 1961 nel film Priključenija Kroša. In totale, durante la sua carriera apparve in oltre 170 pellicole, occupando soprattutto ruoli secondari.
Nel luglio 2023 venne ricoverato in ospedale a Mosca per un problema renale. Morì il 19 agosto seguente, all'età di 81 anni.

## Vita privata
Si sposò con Natal'ja Jurijevna Egorova, figlia del regista Jurij Egorov, con la quale ebbe un figlio, Aleksej, anch'egli cineasta.

## Filmografia parziale
- Priključenija Kroša (Приключения Кроша), regia di Genrich Oganesjan (1961)
- Nove giorni in un anno (Девять дней одного года), regia di Michail Romm (1961)
- Vremja, vperëd! (Время, вперёд!), regia di Michail Švejcer (1965)
- Ajbolit-66 (Айболит-66), regia di Rolan Bykon (1966)
- Major Vichr' (Майор Вихрь), regia di Evgenij Taškov (1967)
- Zolotoj telёnok (Золотой телёнок), regia di Michail Švejcer (1968)
- Crociera di lusso per un matto (Бриллиантовая рука), regia di Leonid Gajdaj (1968)
- Ščit i meč (Щит и меч), regia di Vladimir Basov (1968)
- 12 stul'ev (12 стульев), regia di Leonid Gajdaj (1971)
- Echali v tramvae Il'f i Petrov (Ехали в трамвае Ильф и Петров), regia di Viktor Petrov (1972)
- Ne možet byt' (Не может быть!), regia di Leonid Gajdaj (1975)
- Tam, za gorizontom (Там, за горизонтом), regia di Jurij Egorov (1975)
- Sto gramm dlja chrabrosti... (Сто грамм» для храбрости…), regia di Boris Bušmelёv, Anatolij Markelov e Georgij Ščukin (1976)
- Front za liniej fronta (Фронт за линией фронта), regia di Igor' Gostev (1977)
- 31 ijunja (31 июня), regia di Leonid Kvinichidze (1978)
- V odno prekrasnoe detstvo (В одно прекрасное детство), regia di Jakov Segel' (1978)
- Tot samyj Mjunchgauzen (Тот самый Мюнхгаузен), regia di Mark Zacharov (1979)
- La vita è bella, regia di Grigorij Čuchraj (1979)
- Per aspera ad astra (Через тернии к звёздам), regia di Ričard Viktorov (1980)
- Odnaždy dvadcat' let spustja (Однажды двадцать лет спустя), regia di Jurij Egorov (1980)
- Kto zaplatit za udaču? (Кто заплатит за удачу?), regia di Konstantin Chudjakov (1980)
- Predčuvstvie ljubvi (Предчувствие любви), regia di Tofik Šachverdiev (1982)
- Ne choču byt' vzroslym (Не хочу быть взрослым), regia di Jurij Čuljukin (1982)
- Vitja Glušakov - drug apačej (Витя Глушаков - друг апачей), regia di Geral'd Bežanov (1983)
- Gost'ja iz buduščego (Гостья из будущего), regia di Pavel Arsenov (1984)
- Šans (Шанс), regia di Aleksandr Majorov (1984)
- Mėri Poppins, do svidanija! (Мэри Поппинс, до свидания!), regia di Leonid Kvinichidze (1984)
- Samaja obajatel'naja i privlekatel'naja (Самая обаятельная и привлекательная), regia di Geral'd Bežanov (1985)
- Lilovyj šar (Лиловый шар), regia di Pavel Arsenov (1987)
- Mio in the Land of Faraway (Мио, мой Мио) (Mio min Mio), regia di Vladimir Grammatikov (1987)
- Drug (Друг), regia di Leonid Kvinichidze (1987)
- Kriminal'nyj kvartet (Криминальный квартет), regia di Aleksandr Muratov (1989)
- Sestrički Liberti (Сестрички Либерти), regia di Vladimir Grammatikov (1990)
- ...Po prozvišču 'Zver' (…По прозвищу «Зверь»), regia di Aleksandr Muratov (1990)
- Čёrnyj kvadrat (Чёрный квадрат), regia di Jurij Moroz (1992)
- Marquis de Sade, regia di Gwyneth Gibby (1996)
- Malen'kaja princessa (Маленькая принцесса), regia di Vladimir Grammatikov (1997)
- Ne poslat' li nam... gonca? (Не послать ли нам… гонца?), regia di Valerij Čikov (1998)
- Statskij sovetnik (Статский советник), regia di Filipp Jankovskij (2005)

## Onorificenze
- Artista del popolo della Federazione Russa (2001)